# Pohřební ústav hlavního města Prahy
Hřbitovy a pohřební služby hl. m. Prahy (do roku 2022 Pohřební ústav hlavního města Prahy a Správa pražských hřbitovů) je organizace působící v oblasti pohřebnictví, zajišťující pohřební služby a vše, co s nimi souvisí. Spravuje krematoria na území Prahy (Krematorium Strašnice a Krematorium Motol) s jejich urnovými pohřebišti a 33 pražských hřbitovů.

## Historie

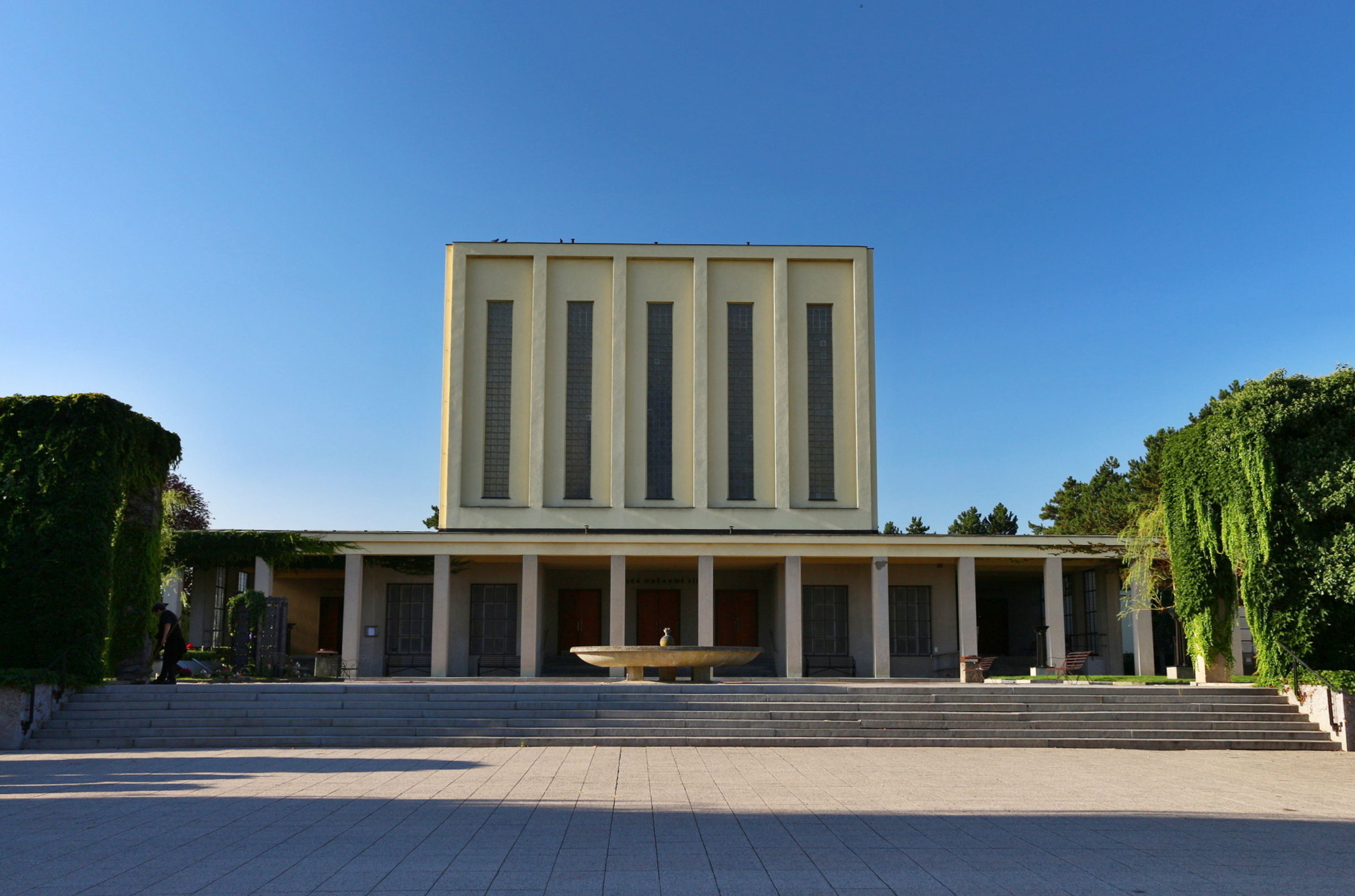
Strašnické krematorium

O zřízení Pohřebního ústavu na území královského hlavního města Prahy se jednalo již v roce 1878. Návrh pražského Zádušního úřadu se tehdy ještě neuskutečnil. K novému jednání došlo v roce 1910, kdy Pražská městská pojišťovna podala žádost o udělení koncese. Tehdejší c. k. Ministerstvo obchodu žádosti vyhovělo a udělilo koncesi v červenci 1910 pojišťovně, respektive 6. listopadu 1911 městu Praze.
V roce 1919 bylo zákonem č. 180 Sb. povoleno zpopelňování zemřelých. Praha však v té době nedisponovala žádnou budovou krematoria. První provizorní krematorium v Praze vzniklo úpravou obecní kaple na Olšanských hřbitovech (dnešní Nová obřadní síň). První kremace na území města Prahy se odehrála 23. listopadu 1921, kdy byly spáleny ostatky zesnulého MUDr. Františka Adamce.
Ke dni 1. ledna 2020 došlo ke sloučení Pohřebního ústavu hl. m. Prahy a Správy pražských hřbitovů. Všechny služby, které hlavní město v pohřebnické oblasti zajišťuje, se tak dostaly pod administrativní správu jediného subjektu. Od července 2022 nese tato sloučená organizace název Hřbitovy a pohřební služby hl. m. Prahy.